# Tina French Nielsen
Tina French Nielsen (født 10. februar 1971) er rådmand for Skoleforvaltningen i Aalborg Kommune, valgt for Venstre. Hun er desuden valgt til borgmesterkandidat for Venstre ved kommunalvalget, 2013. Hun har taget en HD i afsætning og bestyrelseslederuddannelse.
Tina French Nielsen blev medlem af Venstre i 1999.
Tina French Nielsen bor i Nibe sammen med sin mand Peter og deres fire børn. 
Tina har været rådmand i Aalborg Kommune siden 1. januar 2007.

## Stillinger
(2007-2021) Rådmand, Aalborg Kommune
(2004-2006) SAP-Konsulent, EDB-Gruppen, Århus
(1996-2004) SAP-Konsulent, Logstor
(1995-1996) Løgstør Rør A/S, Berlin - opstart af nyt salgskontor
(1991-1995) Eksportafdelingen, Løgstør Rør A/S

## Bestyrelsesposter og tillidshverv
Viderupgaard A/S: Medejer og forhenv. bestyrelsesmedlem i større kvæglandbrug.
Nibe Kommune 2001-2005: Viceborgmester & medlem af Økonomiudvalget
Aalborg Kommune 2009-: Rådmand, Skoleforvaltningen, herunder medlem af Erhvervsrådet og Boligudvalget.